# Phantasy Star (videojuego)
Phantasy Star (ファンタシースター Fantashī Sutā?) es la primera entrega de la famosa saga de videojuegos de rol del mismo nombre, creada por SEGA. Inicialmente fue sacado a la venta para la Sega Master System en Japón el 20 de diciembre de 1987, y luego en Estados Unidos y Europa en 1988. Tuvo una discreta aparición en Mega Drive en un cartucho de edición limitada solamente para Japón.  Fue uno de los primeros cartuchos en incluir memoria RAM para guardar el avance del jugador en el juego. Disponía además de unos increíbles gráficos (para su momento), permitiendo explorar zonas en primera persona. Además, es uno de los primeros videojuegos en donde el protagonista es una mujer.
El juego también aparece en dos recopilatorios, uno para la Sega Saturn (solo para Japón) y otro para Game Boy Advance, bajo el nombre de Phantasy Star Collection (cada recopilatorio es diferente del otro). También existió en otros recopilatorios y desde 2009, en la consola virtual de la Wii.

## Historia
Phantasy Star se sitúa en un complejo futurista en el sistema solar Algol, sistema solar que contiene 3 de un total de 4 planetas: el planeta de pastos de Palma, el planeta desértico de Motavia y el planeta helado de Dezolis. Algol es controlado por el malvado rey Lassic, que antes era benevolente.
El juego trata sobre Alis, una chica Hunter que ve cómo Nero, su hermano, es asesinado por los robots de Lassic y decide vengarlo. A medida que se encuentra con más víctimas de Lassic, Alis cambia su objetivo a liberar todo Algol. Aparece Myau, un gato que habla, Odin (o Tylon en la entrega japonesa), un humano Ranger miembro de la rebelión de Nero y Lutz (erróneamente escrito como Noah en la entrega de Master System), un humano Force, que en realidad es un esper. Con ellos, Alis se embarca en la exploración de esos 3 planetas. Ella encuentra varios personajes, desde el gobernante de Motavia hasta el excéntrico Dr. Lunevo y se enfrenta contra la criatura Medusa, que puede petrificar a todos los que se oponen a Lassic. Ciertos enemigos dejan Meseta, la moneda de la serie, objetos o armas para enfrentarse a Lassic y a Dark Falz (que en esta entrega se llamó Dark Force y Dark Falls en la versión norteamericana y japonesa, respectivamente) y decidir el destino de Algol.

## Desarrollo
El juego fue diseñado por Kotaro Hayashida y Miki Morimoto. Yuji Naka lo programó y Rieko Kodama creó a los personajes. Contiene 4 Megabits (512 KB) de datos, por lo cual era demasiado para algunos juegos para Master System. Además, se le incluyó una batería para guardar hasta 5 datos. El juego era relativamente largo en el momento en que fue lanzado.
La versión japonesa tomó ventaja del chip de audio Yamaha YM2413, presentes en Sega Mark III y en la versión japonesa de Master System. Debido a la falta del chip de audio, las versiones internacionales utilizaron audio PSG.

## Lanzamientos
El 1987, se lanzó como un solo cartucho para Sega Master System.
El 1998, fue incluido en el recopilatorio llamado Phantasy Star Collection para Sega Saturn, que después salió en GBA el 2002 y en PlayStation 2 el mismo año.
En Sega Mega Drive Ultimate Collection, es desbloqueable jugando Sonic the Hedgehog 2 y eliminando al primer jefe con 2 controles (debido a que no hay jefes en modo 2 jugadores, se debe asumir que se elige 1 jugador).
También está disponible en la consola virtual de Wii.
El juego se lanzó para Nintendo Switch en 31 de octubre en Japón y 13 de diciembre de 2018 en Europa y América del Norte en Nintendo eShop.